# ها جون چانگ

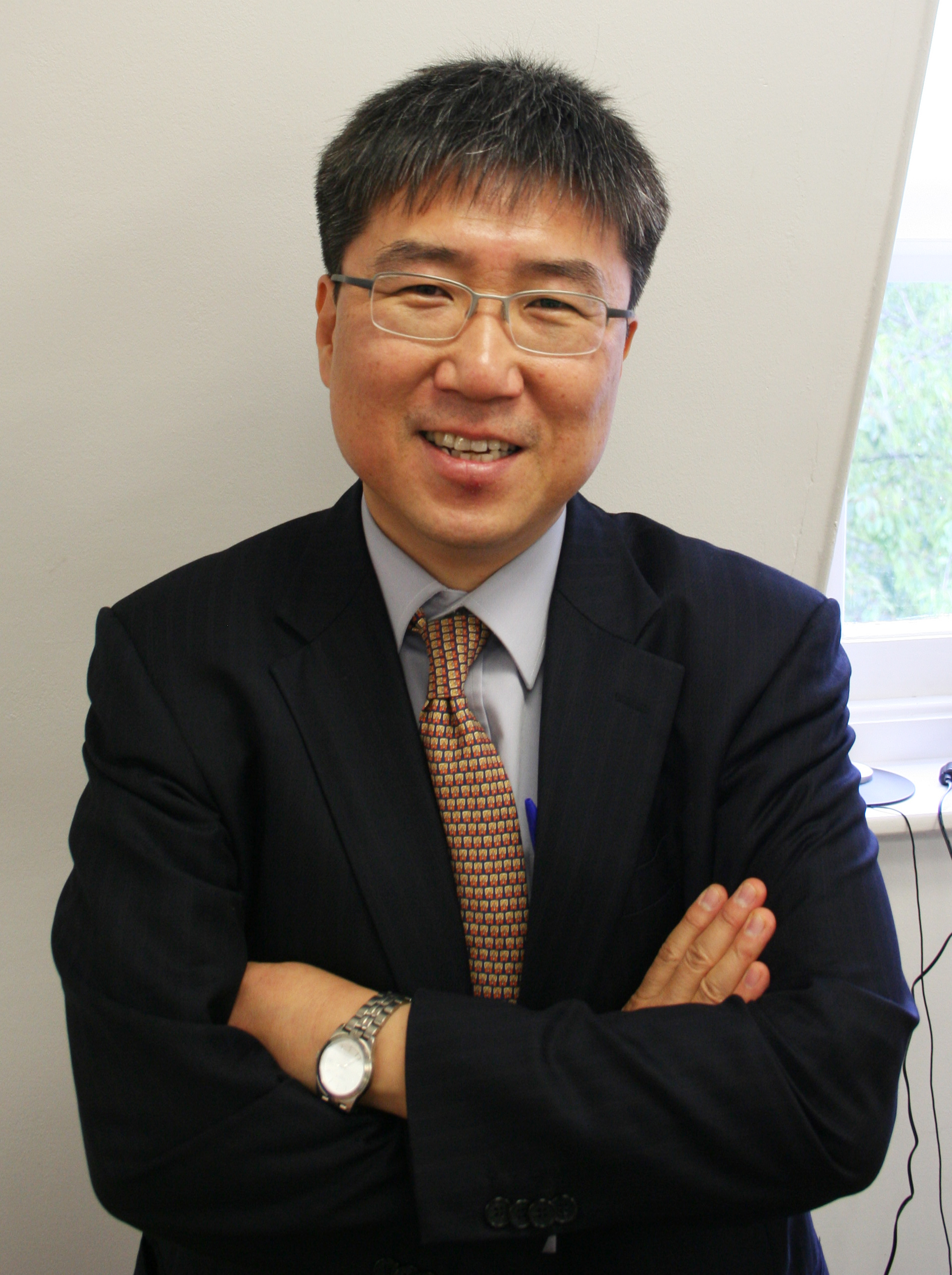
ها جون چانگ

ها جون چانگ (장하준؛ زادهٔ ۷ اکتبر ۱۹۶۳) یک اقتصاددان اهل کره جنوبی است. وی یکی از افراد برجسته در نگرش اقتصاد دگراندیشانه است که سعی در پیوند آن با اقتصاد مارکسیستی دارد. وی پس از فارغ‌التحصیلی در دانشکده اقتصاد دانشگاه ملی سئول، در دانشگاه کمبریج در رشته توسعه اقتصاد سیاسی فارغ‌التحصیل شد. آثار و مقالات او بیشتر متأثر از نوشته‌های اقتصاد دانانی همچون گونار میردال، کارل مارکس، فریدریش آوگوست فون هایک، جان کینز و فریدریش لیست است.